# Svenska adelsätter
Svenska adelsätter har funnits sedan medeltiden och har registrerats på riddarhuset sedan 1600-talet.

## Historia
På Alsnö möte skrevs år 1280 i Alsnö stadga att den tjänstemannaklass som gjorde vapentjänst till häst skulle åtnjuta frälse, det vill säga skattefrihet. Dessa var föregångare till adeln men hade inte samma privilegier.
För att en släkt ska räknas som svensk adel ska den ha erhållit svensk adelsvärdighet av den svenske regenten genom ett adelsbrev. För att vara representerad vid ståndsriksdagen krävdes att ätten var introducerad på Riddarhuset.
När den siste mannen i en adelsätt dött är den utslocknad: om kvinnliga medlemmar av adelsätten fortfarande lever kallas adelsätten utgången på svärdssidan. "När den sista medlemmen dör stryks ätten i adelskalendern och i förteckningen över samtliga ätter i registret tar man bort markeringen som tyder på att ätten har levande medlemmar och skriver ett kors + samt årtalet när den dog ut på svärdssidan och något mera sker inte." (Riddarhusets kommentar)
Sedan riddarhuset under 1600-talet instiftades att organisera och katalogisera Sveriges adel har 2 962 ätter introducerats. Omkring 80% av dessa är utslocknade. Några har också strukits fast de fortlever, till exempel friherrliga ätter som von Albedyhl, von Segerbaden och Wadenstierna. (Ätten har bott utomlands i över 100 år och har därmed förlorat säte och stämma på riddarhuset. Dock kan den adliga, kommendörsätten eller grevliga ätten vara representerad i riddarhuset.)
Observera att alla ätterna först i vår tid har kallats vid "namn". Natt och Dag till exempel (kanske Sveriges äldsta riddarsläkt) förde redan under tidig medeltid en delad sköld i svart och vitt men de kallade sig inte Natt och Dag för det. I själva verket tvingades sentida ättlingar att börja använda detta familjenamn under 1700-talet. Medeltida ätter kallas därför efter vad skölden liknar, och inom parentes: till exempel (rosor under stjärna), eller (tillbakaseende ulv). Andra, som ätten Trolle, skrivs Trolle utan parentes men först när de själva börjar kalla sig det i något brev e.d.
Högsta klassen av adelsmän (förutom kungen) under medeltid i Sverige är jarl, en uppenbarligen ärftlig värdighet. Jarlarna kommenderade över riddarna i riksrådet, som stod över de vanliga riddarna. Steget under var sven av vapen, (de förde alltså egen sköld) och sedan svenner, i allmänhet unga adelsmän som ännu inte dubbats till riddare.
Idag finns obetitlad och betitlad adel. De betitlade adelsätterna är grevliga, och friherrliga ätter. Begreppet lågadel och högadel används inte av Riddarhuset men sammanfattningsvis kan sägas att högadeln utgjordes av de grevliga och de friherrliga ätterna jämte riddarklassen från och med 1778 inklusive de 300 äldsta adelsätterna och de så kallade kommendörsätterna ("obetitlad högadel"), medan lågadeln utgjordes av de resterande obetitlade ätterna.
På Sveriges riddarhus har de olika introducerade ätterna ett nummer, där grevar, friherrar och obetitlad adel numreras åtskilt var för sig. I regel gäller att ju lägre numret är, desto tidigare har ätten introducerats i Sverige (utom för de 100 lägsta numren som lottades vid Riddarhusets instiftande).  Nr 1 bland grevar, Braheätten, är dock utslocknad sedan 1930. Det finns dock exempel på att ätter har introducerats på en utslocknad ätts nummer.
Obs! Listan nedan är de medeltida namnen men inte komplett.  En del är inte namn utan anger sätesgård eller -by. Senare namnbildningar hade oftare prefix och/eller tvåstaviga kombinationer av typ Silfverhielm eller Tornérhielm. Ju enklare namnet låter, i synnerhet om det låter som något man snabbt kan måla på en sköld, desto högre ålder, alltså mellan 1000-tal och 1500-tal.

## Medeltidsätter och ätter adlade under 1500-talet
- Algotssönerna
- Ama
- And
- Aspenäsätten
- Bagge av Botorp
- Banér
- Bengt Hafridssons ätt
- Bengt Bossons ätt
- Bengt Mårtenssons ätt
- Bese
- Berndes kom till Sverige 1554 från Brandeburg, Johan Berndes d.ä. adlad 1574, utslocknad 1657.
- Bexton [förtydliga]
- Bielke
- Bille skånsk hög och uradelssläkt
- Bjälboätten
- Blå
- Boberg
- Bonde
- Brahe Grevlig Nr 1, Utslocknad år 1930 med greve Magnus Per Brahe, slottsherre till Rydboholms slott.
- Bröms
- Buth
- Bååt
- Carpelan
- Creutz
- Ekaätten, utslocknad före 1553
- Eketrä
- Erikska ätten, utslocknad år 1250, när Erik den läspe och halte avled.
- Fargalt
- Fleming
- Frille
- Fånöätten
- Geete
- Grip
- Gumsehuvud
- Gyllencreutz
- Gyllenstierna (friherrliga ätten G till Uleåborg utslocknade med Erik G. som dödades i slaget vid Poltava år 1709. Han hade två bröder där den ena var dödfödd år 1671, och den andre, fänriken vid livgardet Ludvig G. blev ihjälstucken år 1698 i Stockholm.)
- Gädda
- Hierta (Uradel, nämnd 1579[2])
- Hiort af Ornäs
- Hjortätten
- Horn
- Hålbonäsätten
- Hård af Segerstad
- Hästehufvud
- Jägerhorn af Spurila
- Jägerhorn af Storby, utslocknad
- Krumme
- Kurck
- Kurjalasläkten, utslocknad
- Kåse
- Kärling
- Lejonansikte, Bengt Nilssons ätt
- Lejonansikte, Hemming Ödgislessons ätt
- Lejonbalk
- Leijonhufvud Svensk uradel från Södermanland, med bland de fem äldsta ännu levande adelsätterna av rent svenskt ursprung
- Le moine[3] (Lemoine eller Lemon)
- Lilliehöök af Gälared & Kolbäck Svensk uradel från Västergötland
- Lilliehöök af Fårdala nr.1 Riksrådsgrenen. Samma ursprung som adliga ätten Lilliehöök af Gälared & Kolbäck. Sedermera utgrenad i den Friherrliga ätten Lilliehöök nr.13
- Marsvin, utslocknad
- Munck af Fulkila
- Muurlasläkten, utslocknad
- Mörner (tysk adel, ej medeltida svensk frälse)
- Natt och Dag (började skriva sig Natt och Dag på 1700-talet)
- Odygd, utslocknad
- Oxehufwud
- Oxenstierna
- Oxpanna
- Porse
- Posse
- Prytz
- Ribbing
- Rosenhane
- Rosenstråle
- Rålamb
- Silfversparre
- Siöblad
- Slatte
- Somme
- Soop
- Sparre
- Stake Utslocknad med ogifte Harald Gustav Johansson Stake död  1795. (Andra uppgifter menar att ätten Stake utslocknade på svärdssidan den 31 augusti 1763 med majoren och riddaren Karl Magnus Stake)
- Stenbock
- Stjärnkors, utslocknad
- Stolpe, utslocknad
- Stålhandske adlad 1579
- Stålarm, utslocknad
- Stång
- Sture, Flera ätter med oklart släktskap, eller släktskap på kvinnolinjer, bar detta namn. Alla är utslocknade.
- Svinhufvud af Qvalstad
- Svinhufvud i Westergötland
- Sverkerska ätten Utslocknad år 1222. Siste representant: Johan Sverkersson.
- Tanne
- Tavast
- Tigerstedt
- Tott, utslocknad
- Tre rutor af Slestad
- Tre rosor Grevlig, utslocknad
- Trolle
- Ulfsparre
- Ulvätten
- Upplänning
- Vasaätten
- Vinstorpaätten
- Örnfot [utslocknad på svärdssidan på 1470-talet, på spinnsidan mellan år 1505 och år 1511
- Örnsparre

## Adlade under 1600-talet
| Ätt                         | Nummer | Ursprung               | Introducerad | Utslocknad |
| --------------------------- | ------ | ---------------------- | ------------ | ---------- |
| Wachtmeister af Johannishus | 25     | Dagö, Estland          | 1687         |            |
| Leijonhufvud                | 26     | Sverige                | 1652         |            |
| Hildebrand                  | 1357   | Braunschweig, Tyskland | 1699         | 1809       |
| Sparfvenfeldt               | 541    | Sverige                | 1651         | 1809       |

- Silfverlåås Adlad 1647-03-18 (introd. s. å. under nr 377).[4]
- Aminoff. Rysk medeltida bojarätt från Novgorod. Svenskt sköldebrev 1618-09-24. Adlig ätt nr. 456. En gren lever i Finland och tillhör detta lands adel.
- Björnberg Svensk släkt från Västergötland. Adlad 1646. Introducerad på Sveriges Riddarhus år 1647, som adlig släkt nr. 359.
- Armfelt, Släkt som härstammar från Jämtland. Adlad 1648. Introducerad på Sveriges Riddarhus år 1650 som adlig ätt nummer 458.
- Bohm. Adlad 1651-07-17. Introducerad 1652 som adlig släkt nr 540.
- Planting-Bergloo, ursprungligen från Tyskland. Anders Planting, född 1619, död 1682. Adlad 1655, introducerad som nr 628.
- Johan Lange, nobil Palmström, nr 867, född 19 juni 1621 i Rewhal (Reval). Död 1 januari 1686 Stockholm. Begraven i S:t Jacobs kyrka där hans vapen uppsattes. Adlades 16 december 1674 och introducerades på Riddarhuset 1675. Ätten anses utgången på manssidan 17 maj 1746. Johan Palmström kom att tjäna under drottning Kristina. Han är med all sannolikhet sekreterare vid drottningens kröning den 20 oktober 1650.
- Anckarström. Utslocknad med kungamördaren Johan Jakob Anckarström som dömdes att förlora "liv, ära och adelskap". (Termen lyder oftast: "miste ära, liv och gods). Ätten fick inte längre heta Anckarström utan bytte namn till Löwenström efter mördarens frus flicknamn Löwen. Ätten Löwenström utdog 1863.
- Ulf Melcher Axelsson adlades år 1620 men hade en enda son som var sinnessjuk. Ätten utslocknade med sonen.
- De Geer, Louis, adlad 1641. Ursprung Belgien och Nederländerna (vallon). Tre grenar, introducerade i slutet av 1700-t.
- Gyllensvärd Per Joensson Gyllensvärd adlades 1632. Introducerades 1638, som adlig släkt nr. 240.
- Gyllenpistol Utslocknad - Henrik Gyllenpistol adlades år 1646. Ätten introducerades 1647, som adlig släkt nr 347. Ätten utgången på svärdssidan 1692.
- von Witten af Stensjö - Casper Witte adlades år 1649.
- Klingstedt - Nils Jonsson adlades år 1660.
- Wijnbladh - Johan Winblad adlades år 1649.
- von Mentzer - Släkt som härstammar från Meissen, Sachsen, Tyskland. Liborius kom i svensk tjänst 1620 och adlades 1663 som adlig släkt nr 720.
- Stålhammar. Per Jönsson Hammar adlades år 1650. Ätten introducerades som nummer 476 men detta ändrades sedan till 496.
- Prytz.
- Breitholtz - Claes Breitholtz fick svensk adelskap 1650 och introducerades (nr 484) på Sveriges Riddarhus samma år. Hans bror Mauritz Breitholtz i Livland adlades 1653 men tog ej introduktion. Ätten tillhörde 1624 Livlands ridderskap.
- Crafoord- Skotsk släkt från Aberdeenshire. Hette tidigare Craufurd of Fedderate och kom till Sverige sannolikt under Karl IX:s regeringsår. Introducerades i Riddarhuset 1668, som adlig släkt nr. 743.
- Belfrage, Släkt som härstammar från Skottland med Giulielm Belfrage till Pennington och Tulliochie vid grevskapet i Kinross som äldste angivne stamfader. Introducerades i Riddarhuset 1668, som adlig släkt nr. 782.
- Leijonancker Adlig ätt no.778 Nobilit den 18 augusti 1666 - Introducerad i Riddarhuset 1668. Den från Skottland bördige Daniel Young (1627-1688) kom till Sverige på 1650-talet och adlades år 1666 till namnet Leijonancker av Konung Karl den XI för sina förtjänster som underleverantör till den kungliga svenska armén.
- Gyllenhaal, adlad 1652 samt introducerades på Riddarhuset 1672 under nr 814.
- Stierncrantz, adlad 15 februari 1674 samt introducerades på Riddarhuset 1675 under nr 854. Utslocknad.
- Schönström Adlig ätt no 1056. Släkten kom ursprungligen från Dalarna. Assessorn i Bergskollegiet, Peter Svedberg adlades Schönström 1683. Introducerades i Riddarhuset 1686. Släkten utslocknad på svärdssidan 1848.
Se även Stierna, Stiernhielm och Swedenborg.
- Spens. Friherrlig ätt no 9, sedermera upphöjd i grevligt stånd. Den från Skottland bördige Sir James Spens upphöjdes 1628 till friherre av konung Gustav II Adolf med Orreholmen som förläning.
- Jägerskiöld - Claes Jägerhorn adlades 1686 och introducerades 1689 på nummer 1100. Claes Jägerhorn bytte i samband med introduktionen sitt namn till Jägerskiöld till åtskillnad från ätterna Jägerhorn. Vissa medlemmar av ätten skriver sig även Jegerschöld.
- Hiärne - Urban Hiärne adlades 1689 och introducerades på nummer 1149 samma år. Vissa medlemmar av ätten skriver sig även Hjärne.
- Bongenhielm Svensk släkt från Södermanland. Hette förut Bonge. Adlad 1694. Introducerad på Sveriges Riddarhus år 1699, som adlig släkt nr. 1352.
- Walkendorff - Tysk och dansk uradel från Bayern eller Tyrolen. Kom till Sverige via Danmark där den tillhörde högadeln, främst företrädd av rikets andre man efter kungen, righofsmester Christopher Valkendorff (1525-1601). En annan framstående medlem av ätten var hans farbror ärkebiskopen i Nidaros Erik Valkendorf (1465-1522).                   Ätten naturaliserades genom kunglig resolution given den 7 juni 1664 i Stockholm av konung Karl XI:s förmyndarregering, de introducerades i riddarklassen samma år den 30 juni, som ätt nr 25 i Riddarhuset, genom guvernören i Landskrona sedermera vice landsdomaren i Skåne Christopher Walkendorff till Ellinge (1621-1690).
- Crusebjörn - Svensk adel där Peter Kruse och Jesper Crusebjörn ingår.
- Åkerfelt, adlig ätt, härstammande från Johan Olofsson, vilken 1646 adlades och då fick namnet Åkerfelt och introducerades på Riddarhuset under nr 387. Släktnamnet har även skrivits Ackerfelt, von Ackerfelt och Åkerfeldt. Den på svenska riddarhuset introducerade ätten utslocknade 1836, enligt Riddarhusets förteckning
- Du Rietz - Grégoire François Du Rietz naturaliserade som svensk adel 1651. Ätten introducerades 1660, som adlig ätt nr. 666.
- Planting-Bergloo,  1682. Michaël Planting adlad med samma namn och sköld som sin farbror Anders[5]. Introducerad som nummer 1016.
- Freidenfelt, svensk adlig ätt adlad av konung Karl XI år 1686, introducerad på Riddarhuset år 1689 som adlig ätt nummer 1102.
- Hellenstierna - Johan Heller, adlad Hellenstierna Adlad 1694-12-22 (introd. 1697 under nr 1321).
- Ekehielm, adlad 1647 som adlig ätt nummer 380. Utdöd 1751-02-06.
- Leijonhielm, adlad 1667 som adlig ätt nummer 784. Ättens sist levande manliga medlem upphöjd i friherrlig värdighet.
- Von Porat, adlad 1699 som adlig ätt nummer 1381.

## Adlade under 1700-talet
| Ätt          | Ursprung             | Introducerad | Utslocknad |
| ------------ | -------------------- | ------------ | ---------- |
| de Bedoire   | Saintogne, Frankrike | 1777         | 1800       |
| von Düben    | Tyskland             | 1719         |            |
| af Petersens | Tyskland             | 1776         |            |
| von Wright   | Skottland            | 1772         | 1959       |
| Tham         | Tyskland             | 1719         |            |
| von Hofsten  | Köla, Värmland       | 1726         |            |
| Tersmeden    | Tyskland             | 1752         |            |

- Stenfelt adlades år 1719. Ätten introducerades år 1743 som adelsfamilj nummer 1867.

- Adlerbielke adlades år 1719. Ätten introducerades år 1720 som adelsfamilj nummer 1675.

- Heijkenskjöld adlades år 1761. Ätten introducerades år 1774 som adelsfamilj nummer 1983.

- Hiort af Ornäs släkten adlades år 1768 och introducerades på Sveriges Riddarhus år 1774 i Sveriges riddarhus, som adelsfamilj nr. 2012.

- von Bahr Släkten är en Pommersk släkt från Stralsund och adlades år 1719 och introducerades år 1720 i Sveriges riddarhus, som adelsfamilj nr. 1648.

- Adlerberg  Johan Aron A. adlades år 1776 men dog redan år 1785 av att ha ätit gift. familjen bytte dock senar namn till Lindberg

- Montgomery. Urgammal engelsk-skotsk släkt. Ursprungligen från Normandie. Inkom till Sverige kring 1720. Naturaliserad 1736, en ytterligare släkt med samma namn adopterad år 1774 och introducerad med samma nummer. Introducerad på Sveriges Riddarhus år 1776, som adlig släkt nr 1960

- Munck af Rosenschöld. Dansk släkt. Hette förut Munck. Adlad 1799. Introducerad på Sveriges Riddarhus år 1799, som adlig släkt nr: 2160.

- von Wachenfeldt. Tysk släkt Hannover, Mecklenburg. Hette förut Wachenhausen. Adlad 1688. Introducerad på Sveriges Riddarhus år 1723 som adlig släkt nr: 1743. Medlemmar av släkten skriver sig von Wachenfeldt, vissa även von Wachenfelt.

- Wadenstierna. Svensk släkt från Uppland. Hette förut Wadensteen. Adlad 1702. Introducerad på Sveriges Riddarhus år 1703. Som adlig släkt nr. 1387. Upphöjdes 1766 i friherrligt stånd men har inte för denna värdighet tagit introduktion på Sveriges Riddarhus. Är introducerad som adlig släkt nr. 98 på Finlands Riddarhus samt som Baroni i Baltikum.

- Swedenborg Svensk släkt från Dalarna. Ättlingar till Jesper Svedberg. Adlad 1719. Introducerad på Sveriges Riddarhus år 1720 som adlig släkt nr. 1598. Se även Stierna, Stiernhielm och Schönström.

- af Wetterstedt. Svensk släkt från Västergötland. Hette förut Wetterstedt. Samma släkt som adliga släkten med samma namn.  Adlad 1772. Friherrlig 1806. Introducerad på Sveriges Riddarhus år 1776 som friherrlig släkt nr: 327.  Endast huvudmannen har friherrlig värdighet.

- Mannerstråle. Finsk släkt från Ingermanland. Hette förut Neüman. Adlad 1759. Introducerad på Sveriges Riddarhus år 1776, som adlig släkt nr: 2069.
- von Schéele. Pommersk släkt adlades år 1768 och introducerades år 1776 i Sveriges riddarhus, som adelsfamilj nr. 2059.

- Seton. Skotsk uradel känd sedan 1000-talet, ursprungligen flamländsk. Introducerades på Sveriges riddarhus år 1785, som adlig ätt nr. 2139.

## Adlade under 1800-talet
- Dardel, schweizisk ätt, kaptenen i engelsk tjänst Georges-Alexandre Dardel kom till Sverige 1808 och adlades här 1810 med namnet Dardel, släktmedlemmarna skriver sig de Dardel, eller von Dardel.

- von Koch, majoren Nils Koch adlades år 1815.
- Reventlow, den danske författaren och juristen Einar Carl Detlef Reventlow flyttade från Danmark till Sverige och blev svensk adelsman (naturaliserades) 1860. Han introducerades 1861 på nummer 2335 och var sonsonson till den danske greven tillika generalen Christian Ditlev Reventlow.

## Adlade under 1900-talet
- Hedin Upptäcktsresanden Sven Hedin adlades år 1902 av kung Oscar II, och blev den sist adlade i Sverige. Konungen miste rätten att adla år 1974 när den nya regeringsformen trädde i kraft.

## Andra utslocknade ätter
- Adelheim Utslocknad. Brukspatronen Carl Fredrik A. avsade sig sitt adelskap och kallade sig Borgström. Han tog en överdos opium år 1806 och släckte därmed sin ätt.
- Bergenskjöld - löjtnanten vid Närkes regemente John B. var så deprimerad på grund av dåliga affärer och en alltmer belastad ekonomi att han 1867 tog sitt eget liv och därmed avslutade sin ätt.
- Ehrenskiöld - Carl Gustaf E. var ute och red när hans häst kastade av sin ryttare, som avled och därmed avslutade sin ätt.
- von Flygarell - Kornetten och vaktmästaren vid livgardet till häst, Carl Fredrik F., avled 1834 i kolera och slöt därmed sin ätt.
- Kanterberg - Johan Fredrik K. var löjtnant vid livdragonerna på Drottningholm. Han dog 1787 i en duell och slöt sin ätt.
- Plantenstedt - Hovrättsassessorn Olof P. dog 1721 efter att ha blivit överkörd på gatan och fått båda benen krossade. Med honom dog ätten ut.
- Stegman - Utslockande med översten Jakob S. som drunknade när skeppet Regalskeppet Stora Kronan sjönk 1676.